# Keith Tippett
Pour les articles homonymes, voir Tippett.
Keith Tippett (nom de scène de Keith Graham Tippetts, né le 25 août 1947 à Bristol et mort le 14 juin 2020) est un pianiste de jazz et compositeur britannique. 
Il a joué avec le groupe britannique King Crimson en tant que musicien invité au début des années 1970 et a participé aux albums In the Wake of Poseidon, Lizard et Islands

## Biographie

### Jeunesse
Né à Bristol, d'un père officier de police, Keith Tippett étudie à la Greenway Boys Secondary Modern School dans le quartier de Southmead. Son premier groupe de jazz, le KT7, est créé avec des camarades, alors qu'il est encore à l'école, pour interpréter des titres joués à l'époque par The Temperence Seven.

### Carrière
À la fin des années 1960, Keith Tippett est le leader d'un sextet comprenant Elton Dean au saxophone, Marc Charig à la trompette et Nick Evans au trombone.
Il épouse la chanteuse Julie Driscoll, avec qui il commence à écrire des partitions pour la télévision britannique.
En 1970, il joue à titre de pianiste sur le premier disque de Shelagh McDonald sobrement intitulé Shelagh McDonald Album, avec des musiciens comme Andy Roberts et Keith Christmas à la guitare, Pat Donaldson et Mike Evans à la basse, Ian Whiteman au piano et à l'orgue, Gerry Conway et Roger Powell à la batterie et bien sûr Shelagh au chant et à la guitare.
Au début des années 1970, il fonde un big band, le Centipede, réunissant des musiciens jazz et rock, tels que Karl Jenkins, Ian McDonald, Boz Burrell, Robert Wyatt, etc. En parallèle de leurs concerts, rendus difficiles par la taille du big band, ils enregistrent un double album : Septober Energy.
Avec Harry Miller et Louis Moholo, ils constituent une formidable section rythmique, pour les musiciens les plus innovants du pays, comme le Elton Dean quartet, et le Elton Dean's Ninesense. En parallèle, il joue avec King Crimson, participant au piano à trois albums, dont le deuxième In the Wake of Poseidon sur lequel on retrouve Cat Food chanté par Greg Lake (avec une participation à Top of the Pops). Ses propres groupes, comme Ovary Lodge, s'orientent vers une forme plus contemplative de free jazz. Il continue sa carrière avec le groupe Mujician, et plus récemment (2006) Work in Progress.
Il a participé à de nombreuses formations, notamment en duo avec Stan Tracey, avec sa femme Julie Tippetts

## Discographie

### King Crimson
- 1970 - In the Wake of Poseidon en tant que musicien invité.
- 1970 - Lizard - idem.
- 1971 - Islands - idem.

### En solo ou avec d'autres musiciens
- 1969 - The Shelagh McDonald Album de Shelagh McDonald - Avec Keith Christmas, Ian Matthews et Julie Driscoll.
- 1970 - You Are Here... I Am There avec le Keith Tippett Group.
- 1970 - Dedicated To You But You Weren't Listening - Keith Tippett Group
- 1971 - Septober Energy  de Centipede. - Robert Fripp a produit l'album.
- 1972 - Blueprint - Avec Roy Babbington, Julie Tippetts, Frank Perry & Keith Bailey. Produit par Robert Fripp.
- 1973 - Ovary Lodge (RCA) - Avec Roy Babbington & Frank Perry.
- 1974 - TNT
- 1974 - Innovation du groupe Amalgam de Trevor Watts
- 1975 - Ovary Lodge - Avec Harry Miller, Julie Tippetts & Frank Perry. Live au Nettlefold Hall, Londres.
- 1975 : Peter and the Wolf - Artistes Variés, dont Phil Collins, Bill Bruford, Stéphane Grappelli, Brian Eno, etc.
- 1976 : Happy Daze de Elton Dean's Ninesense.
- 1976 : Cruel But Fair de Hugh Hopper, Elton Dean, Joe Gallivan.
- 1977 : Oh For The Edge de Elton Dean's Ninesense.
- 1978 : Live at The BBC Radio 3 de Elton Dean's Ninesense.
- 1978 : Frames
- 1978 : Keith Tippett's Ark – Frames: Music For An Imaginary Film
- 1979 - The Unlonely Raindancer
- 1980 - No Gossip
- 1981 - Mujician
- 1981 - First Encounter
- 1982 - Tern
- 1984 - A Loose Kite In A Gentle Wind Floating With Only My Will For An Anchor
- 1984 - On Focus
- 1985 - Solo Improvisation/Duet Improvisation
- 1985 - The Supergrass
- 1986 - Mr Invisible
- 1986 - Mujician II
- 1987 - Mujician III
- 1987 - Couple In Spirit
- 1990 - The Journey
- 1990 - The Dartington Concert
- 1990 - 66 Shades Of Lipstick
- 1991 - Mujician and The Gregorian Ensemble: Bristol concert

(libéré 2001, deuxième libéré 2005 premiere disque par le nom de Best of Keith & Julie Tippetts)
- 1993 - The Bern Concert
- 1993 - Twilight Etchings
- 1994 - Poem About The Hero
- 1994 - Une Croix Dans L'Océan
- 1995 - Birdman
- 1996 - Couple In Spirit II

(deuxième libéré 2005 disque deux par le nom de "Best of Keith & Julie Tippetts")
- 1996 - Bladik
- 1997 - Colours Fulfilled
- 1997 - Friday The Thirteenth